# La novella degli scacchi e della tavola reale
La novella degli scacchi e della tavola reale. Un’antica fonte orientale sui due giochi da tavola più diffusi tra Tardoantico e Medioevo e sulla loro simbologia militare e astrologica è un libro del 1999 scritto da Antonio Panaino.
In questo libro l'autore, professore di iranistica all’Università di Bologna, grazie allo studio del testo pahlavi WIZĀRIŠN Ī ČATRANG UD NIHIŠN Ī NĒW-ARDAXŠĪR, che tratta della spiegazione del gioco degli scacchi (ČATRANG) e l’invenzione della tavola reale (NĒW-ARDAXŠĪR), cerca di far luce sull'origine storica e geografica degli antenati degli scacchi e del backgammon.

## Contenuti
Lo studio è diviso in due parti più un’appendice finale La prima parte racchiude tre capitoli, rispettivamente sono un’introduzione allo studio, una storia delle varie edizioni del WIZĀRIŠN Ī ČATRANG UD NIHIŠN Ī NĒW-ARDAXŠĪR ed infine la sua traduzione. La seconda parte è composta da sette capitoli, nei quali l’autore analizza da un punto di vista storico, filologico e simbolico sia l’opera pahlavi, sia il gioco in generale.

### Parte 1
Questa sezione si apre con la trama del WIZĀRIŠN Ī ČATRANG UD NIHIŠN Ī NĒW-ARDAXŠĪR:
Un re indiano invia al re persiano Xusraw I dei doni, tra cui una scacchiera, sfidandolo a capirne il funzionamento, pena un tributo che sottolinei la superiorità intellettuale e culturale del regno indiano. I saggi persiani richiedono tre giorni di tempo per risolvere l'enigma, ma arrivati alla fine dei tre giorni non hanno ancora trovato soluzione. Si fa quindi avanti un uomo, il saggio Wuzurgmihr, che non solo svela le regole del gioco, ma batte tre volte l’ambasciatore indiano, Tataritos. Wuzurgmhir contrattacca sfidando i dotti indiani a risolvere il funzionamento del backgammon, da lui stesso creato. Il re indiano chiede quaranta giorni di tempo, ma i suoi saggi non riescono comunque a svelare il mistero del gioco, così Wuzurgmihr torna in Persia con il tributo.
Successivamente l’autore espone in maniera riassuntiva la sua trattazione del WIZĀRIŠN Ī ČATRANG UD NIHIŠN Ī NĒW-ARDAXŠĪR, facendo notare che il gioco diviene “una contesa intellettuale” tra due civiltà vicine, i persiani e gli indiani. Non manca un excursus sull’origine degli scacchi in Persia, in cui Panaino cita Ernst Herzfeld, rifacendosi quindi anche lui alla possibile presenza del gioco in periodo precedente a Xusraw. Dietro la sfida tra Wuzrgmihr e Tataritos sembrano celarsi gli aspetti ideologici propri della cultura religiosa sasanide, quindi sembra quasi una tenzone tra Ohrmazd e Ahreman, in cui le tre vittorie del persiano stanno a sottolineare la vittoria della giustizia divina sulla paganità degli altri popoli. Molto forte è anche l’orientamento al fatalismo astrologico dell’opera, in cui le pedine del backgammon vengono paragonate all’errare degli uomini del mondo, costretti a ruotare e declinare secondo l’influsso dei sette pianeti e delle dodici costellazioni. Da far notare è anche il confronto tra ČATRANG e backgammon, il primo basato sulla sola abilità dei giocatori, il secondo invece arricchito dai dadi, rappresentanti il giudizio divino. L'autore fa poi notare che il titolo della novella non è sicuro, siccome abbiamo versioni con titoli differenti, come "Čatrang namak" o "Madayan i Čatrang" come sottolinea anche Murray.

### Parte 2
Dopo alcune considerazioni sulla datazione dell’opera, forse redatta tra il VI e VII secolo d.C., Panaino, si sofferma sulla sua storicità, concludendo che è molto improbabile che una persona dell'epoca potesse mettere in ridicolo un re, come Wuzurgmihr fa con Xusraw, e oltre ciò afferma che è bene ricordare che nessun sovrano avrebbe potuto sfidare impunemente nella realtà il Re dei Re, chiedendogli addirittura di pagare un tributo. 
Successivamente cerca di identificare il re indiano Dewisarm, ma dopo aver analizzato varie interpretazioni di numerosi studiosi, conclude che non è possibile, per mancanza di una descrizione più dettagliata, e che quindi potrebbe anche essere una figura immaginaria. Ancora più complicato sembra il voler identificare Tataritos, l’ambasciatore del re indiano, di cui non sappiamo nulla, se non supporre che il suo nome sia in realtà un titolo, e che quindi potesse essere una variazione di tatkriduh, “il suo giocatore”, con suo riferito al re indiano, Panaino però accetta anche la proposta di MacKenzie che vorrebbe cheTataritos fosse una variazione di tatalitos ovvero una resa medio persiana del sanscrito tatarya ovvero "gioia di Tatarya".
Naturalmente non può mancare lo studio del protagonista della novella, il saggio Wuzurgmihr, il quale nello stesso testo del WIZĀRIŠN Ī ČATRANG UD NIHIŠN Ī NĒW-ARDAXŠĪR si presenta come amministratore del palazzo reale, e che quindi possa essere stato un eunuco, in quanto responsabile dell'harem, o un maestro di palazzo, o un maggiordomo. Panaino non si conforma ai molti che lo associano al medico di corte al tempo di Xusraw I, Burzoy, che tradusse il Pañcatantra e altre favole sanscrite nel Kalilah wa Dimnah, secondo Panaino, queste due personalità sarebbero distinte, ma entrambe così di spicco nell’era sasanide da essere congiunte l’uno all’altra. Panaino rifiuta anche le proposte di chi vorrebbe far combaciare la figura del saggio Wuzurgmihr, con un omonimo astrologo sasanide, al quale viene attribuita la traduzione in pahlavi delle Antologie di Vettio Valente. Conclude quindi che bisogna considerare Wuzurgmihr una persona semi-leggendaria, siccome non si può provare ne negare la sua valenza storica.
Successivamente Panaino passa allo studio del Čatrang, analizzando le tesi di numerosi studiosi ed aggiungendo alcune sue annotazioni. Tutta la nomenclatura medievale e moderna rimanda ad un’origine arabo-persiana, sebbene di derivazione indiana. Lo stesso termine pahlavi per denominare il gioco ČATRANG, deriva dal sanscrito caturanga-bala, ovvero “forza quadripartita”, riferendosi alla quadruplice struttura dell’esercito: fanteria, cavalleria, elefanti e carri da guerra. La composizione dei pezzi riflette la struttura di un esercito indiano standard del IV-III secolo a.C. Purtroppo non possiamo datare la nascita del gioco, siccome il testo più antico in cui se ne fa riferimento è proprio il WIZĀRIŠN Ī ČATRANG UD NIHIŠN Ī NĒW-ARDAXŠĪR, mentre le fonti indiane coeve non sono risolutive. Infine, Panaino afferma che, sicuramente, possiamo dire che il gioco è di origine indiana, e rientra in una serie di scambi culturali ben attestati durante l’epoca sasanide. Anche se il WIZĀRIŠN Ī ČATRANG UD NIHIŠN Ī NĒW-ARDAXŠĪR si riferisce al regno di Xusraw I, non possiamo escludere che gli scacchi fossero già noti in un periodo precedente, siccome le più esplicite fonti letterarie indiane relative agli scacchi sono quasi tutte posteriori all’età sasanide, quando il gioco fu semi-reimportato in India dagli Arabi.
Difficile è anche comprendere quale variante del gioco sia nata prima, è più antica la versione con dadi e quattro eserciti? O quella per due giocatori senza dadi? Panaino fa notare che l’uso dei dadi conobbe una certa fortuna nel Medioevo europeo almeno fino al 1500, ma è difficile capire quale versione sia nata prima, anche se l'autore protende verso la versione a due giocatori. L’autore poi, citando le scoperte archeologiche di Nisapur, Afrasiab, Dalverzine-tepe, fa un piccolo excursus sui proto-scacchi e sulla loro improbabile, origine greca, indiana, egiziana o cinese. Un altro problema relativo all’origine del caturanga è connesso alla tavola con cui era giocato, infatti si suppone che inizialmente le caselle non fossero colorate come nelle scacchiere moderne.

La descrizione dei pezzi la ritroviamo nel capitolo dieci del WIZĀRIŠN Ī ČATRANG UD NIHIŠN Ī NĒW-ARDAXŠĪR:
“Ed egli fece i re come i 2 comandanti in capo, i ministri come il fianco destro e sinistro, il comandante come il capo dei guerrieri, gli elefanti come il capo delle guardie reali, i cavalli come il capo della cavalleria, i pedoni come quegli stessi fanti di fronte al campo di battaglia.”
Da ciò possiamo evincere la gerarchia dei pezzi, di cui il più importante è il re, dal pahlavi sah, interessante è anche la derivazione della locuzione “scacco matto”, che con ogni probabilità proviene dalla formula arabo-persiana sah mat, il re è morto, anche se numerosi studiosi sono scettici nell’identificare mat con il verbo morire, e sono più propensi verso “il re è paralizzato”, siccome esso è l’unico pezzo che non viene mangiato. Successivamente, in ordine di importanza, abbiamo la torre, la cui identificazione causa alcuni problemi siccome la parte del testo che ne parla è frammentata. Molti la identificano con il carro, ma può essere identificata anche con guardia del corpo, saggio o ministro. Per queste varie interpretazioni, Panaino preferisce identificarla semplicemente con fianco, ed afferma, che è probabile, che circolassero varie versioni, tra cui l’elefante, il cammello e la nave. Poi vi è la regina, che da una ricostruzione filologica doveva essere rappresentata dal comandante. Alcuni hanno avanzato l’ipotesi che potesse trattarsi di un padiglione reale, ma le identificazioni posteriori sembrano comunque presupporre un pezzo antropomorfo. Infatti, riprendendo l’ipotesi più certa della provenienza del caturanga dall’India, in cui nella tradizione militare, la battaglia era condotta da un generale supremo anche in presenza del sovrano, sembra più che vantaggiosa l’identificazione del pezzo con un generale. L’alfiere, dal pahlavi pil, ovvero elefante, è arrivato a noi attraverso l’arabo con l’articolo determinativo al-fil e la derivazione spagnola allférez. Il cavallo e il pedone invece non sembrano dare alcun problema di interpretazione.
Dopo aver analizzato il ČATRANG, Panaino sposta la sua attenzione sul NĒW-ARDAXŠĪR. Qui l’autore confronta varie versioni del gioco provenienti dall’Egitto, dalla Grecia e dalla Mesopotamia con la versione sasanide, e ipotizza, che fosse di provenienza greca. Infine, l’autore analizza la valenza simbolica data al backgammon, un gioco in cui il destino, attraverso i dadi, detiene un ruolo fondamentale. Le dodici suddivisioni della tavola rappresentano i dodici mesi e i dodici segni zodiacali e le pedine rappresentano i giorni di un mese. In contrapposizione, del ČATRANG, di cui non possiamo avincere nulla sulle sue regole dal WIZĀRIŠN Ī ČATRANG UD NIHIŠN Ī NĒW-ARDAXŠĪR, siccome si pone l'attenzione sulla sola creazione persiana, possiamo solo affermare che è un gioco esente dal caso, ma che pone l’accento sulla sola abilità del giocatore. Ciò è in linea con la politica neo-induista fortemente contraria al gioco d’azzardo della dinastia Gupta (VI secolo d.C.).

### Appendici
Nell'ultima parte del suo libro, Panaino fornisce al lettore un lessico pahlavi del WIZĀRIŠN Ī ČATRANG UD NIHIŠN Ī NĒW-ARDAXŠĪR, il suo testo per interno, una traduzione in italiano, una in inglese, e il riassunto in inglese dell'intero libro.

## Edizioni
Il libro è stato stampato per la prima volta dall'editore Mimesis nel 1999, nella collana Simorγ, curata dallo stesso Panaino.